# Goiânia
Goiânia (portugalská výslovnost: [ɡojɐniɐ]) je hlavní a největší město brazilského státu Goiás. Má zhruba 1,3 milionu obyvatel, metropolitní území města je však obydleno více než 2 miliony obyvatel, je to třináctá největší aglomerace v Brazílii.
Goiânia je plánované město, založené 24. října 1933 guvernérem Pedrem Ludovicem s úmyslem být hlavním městem a administrativním centrem. Před tímto datem byl hlavním městem Goiás. Goiânia má největší zelenou plochu na obyvatele v Brazílii a druhou největší na světě hned po kanadském městě Edmontonu.

## Ekonomika
Hospodářství města je v současnosti diverzifikované, jeho základ je však v zemědělství, které vzkvétá zejména v okolí města.
Dalším významným odvětvím je prodej motorových vozidel a oblast služeb.
Třetím největší složkou hospodářství města je vládní sektor. Existuje zde množství federálních úřadů, které poskytují pracovní příležitosti.
V posledních letech[kdy?] začala rozšiřovat svoji působnost ve městě moderní telekomunikační odvětví a množství brazilských firem si zde zřídilo své zastoupení. Existuje zde také množství soukromých lékařských center a klinik všech druhů.
Goiania má vážné problémy s ekonomickou nerovnoměrností příjmů, stejně jako ostatní brazilská města, ale je prakticky jediným hlavním městem bez slumů. Ve městě není mnoho bezdomovců, i díky výborné práci sociálních pracovníků.
Ve městě se nachází pět univerzit.

## Infrastruktura

### Silnice
Goiânia je napojena na hlavní město Brazílie Brasilii čtyřproudou dálnicí (BR-060) a na Sao Paulo dvouproudovou cestou (BR-153), která se modernizuje na čtyřproudovou dálnici.
Goiania je hlavním městem s největším počtem aut na tisíc obyvatel, je tu kolem milionu registrovaných vozidel, které často vytvářejí zácpy.

### Železnice
Železniční trať byla uzavřena v sedmdesátých letech, ačkoli bývalá budova železniční stanice je stále přístupná veřejnosti.

### Letecká doprava
Letiště Santa Genoveva se nachází na severovýchodě města. Momentálně z něj létá šest leteckých společností do různých brazilských měst. V roce 2004 dosáhlo kapacitu 950 tisíc pasažérů za rok. S novým terminálem bude schopné přijímat až 2 miliony pasažérů ročně.
Město má další menší letiště Aerodrome Nacional de Aviação.